# Robert-François Damiens
Robert-François Damiens, född 9 januari 1715 i La Thieuloye, Pas-de-Calais, Frankrike, död 28 mars 1757 i Paris, var en fransk tjänare, känd för sitt mordförsök på Ludvig XV och den efterföljande avrättningen.

## Biografi
Damiens förövade den 5 januari 1757 ett attentat mot Ludvig XV med en pennkniv, men lyckades bara lätt såra kungen. Attacken ägde rum vid Versailles, när kungen skulle stiga in i sin vagn tillsammans med greven av Brienne och Marquis de Beringhen. Damiens rusade fram och högg kungen kvickt och försökte sedan fly i folkmassan. Han kunde dock enkelt gripas då han var den enda som inte hade tagit av sig mössan för kungen. 
För att ta reda på om han hade några medbrottslingar torterades Damiens i flera omgångar. När han inte gav några svar, meddelade man honom att han skulle avrättas den 28 mars 1757. 
Avrättningen började med att han återigen fick frågan vilka hans medskyldiga var. När han vägrade att svara, satte bödeln eld på hans ena hand. Hans skrik ekade ut på torget men sedan blev han alldeles tyst. Han fick då återigen frågan om vilka hans medhjälpare var men vägrade ånyo att svara. Då tog bödeln fram tänger som han knep i Damiens bröstvårtor, armar, ben och lår. Sedan hälldes smält bly i de öppna såren. Sedan tog bödeln fram tängerna igen. Återigen gav Damiens ifrån sig fasansfulla skrin men blev sedan återigen tyst. 
Sedan fördes fyra hästar fram och ett rep spändes från varje arm och ben till en häst. Hästarna skulle sedan dra i honom tills hans armar och ben skiljdes från kroppen. Armarna och benen sträcktes ut till en otrolig längd och åskådarna förvånades över att lemmarna inte slets av, trots att hästarna piskades mycket hårt och pressades till bristningsgränsen. Då ökade man på till sex hästar, men inte heller det hjälpte. Efter att ha försökt i en timme bestämde man sig för att skära av hans muskelfästen i ben och armar så att de lättare kunde slitas av. En arm och ett ben slets av men Damiens levde trots detta fortfarande. Sedan rycktes det andra benet av och hästarna galopperade vilt bland folkmassan med de avslitna kroppsdelarna hängande i rep efter sig. 
Italienaren Casanova bevittnade avrättningen och skrev följande efteråt: "Åtskilliga gånger blev jag tvungen att vända mig bort från scenen och hålla för öronen när jag hörde hans hjärtskärande skrik då hälften av hans kropp slets av honom."
Efter avrättningen samlades alla kroppsdelar ihop och brändes på bål på samma plats.